# Classe Sovereign
La classe Sovereign est une classe de trois navires de croisière réalisée pour l'opérateur américain de croisière Royal Caribbean Cruise Line.
Les trois paquebots de cette classe sont construits aux Chantiers de l'Atlantique de Saint-Nazaire (Alstom Marine).

## Les unités de la classe Sovereign
- Sovereign of the Seas - mis en service en janvier 1988. Il fut le plus grand navire au monde au moment de son achèvement en 1988. Il a été démantelé en Turquie en 2020.
- Monarch of the Seas - mis en service en novembre 1991. Il fut entièrement rénové en mai 2003. Il a été démantelé en Turquie en 2020.
- Majesty of the Seas - mis en service en avril 1992. Il est le dernier paquebot de la classe Sovereign encore en service.